# John Ambrose O’Brien

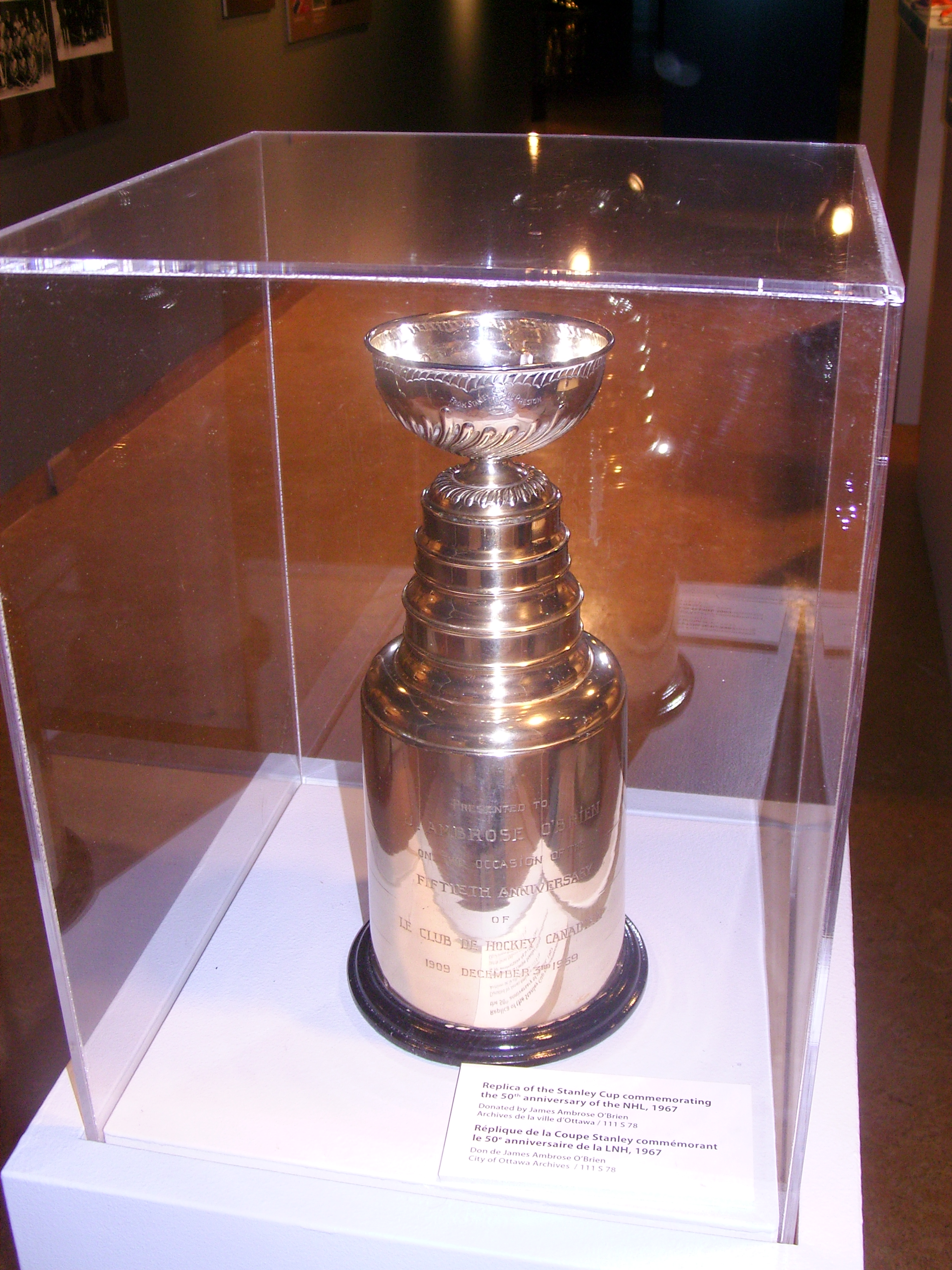
O’Brien erhielt 1967 diese Nachbildung des Stanley Cup von den Canadiens de Montréal

John Ambrose O’Brien (* 27. Mai 1885 in Renfrew, Kanada; † 25. April 1968) war ein kanadischer Industrieller und Besitzer einer Sportmannschaft. Er war Mitgründer der National Hockey Association (NHA), Besitzer der Renfrew Creamery Kings und seit Gründung Besitzer der Canadiens de Montréal.

## Leben
O’Brien spielte bereits in seiner Jugend in seinem Geburtsort Eishockey, bevor er an der Universität von Toronto aufgenommen wurde. Später besaß er zwei Vereine, in Cobalt und Haileybury. 1909 gründete er die „National Hockey Association“ sowie die „Canadiens de Montréal“ und erwarb zudem die „Renfrew Creamery Kings“. In der NHA-Saison 1909/1910 erhielten die Creamery Kings den Spitznamen „Millionäre“, als O’Brien extravagante Verträge mit mehreren Stars dieser Zeit abschloss, darunter Fred Taylor, Frank und Lester Patrick sowie Newsy Lalonde, um mit den „Renfrew Creamery Kings“ den Stanley Cup zu gewinnen. Der Versuch scheiterte und er beendete nach zwei Spielzeiten 1911 sein Engagement in Renfrew.
Im November 1909 stellte O’Brien als Eigentümer der Creamery Kings einen Antrag auf Aufnahme in die Canadian Hockey Association. Der Antrag wurde aber abgelehnt wurde. Außerhalb der Räume, in denen die CHA-Sitzungen stattfanden, traf er Jimmy Gardiner, Manager der Montreal Wanderers. Gemeinsam entwickelten sie die Idee der Gründung einer eigenen Liga mit O’Brien's Teams in Cobalt und Haileybury, den „Wanderers“ und ein neues Team „Les Canadiens“ für Montreal, um mit diesem das Interesse der frankophonen Montrealer als Konkurrenz für die Wanderer zu wecken. Die „Montréal Canadiens“ waren geboren. O’Brien besaß dieses Team nur für eine Saison. Nach der Saison wurde er von George W. Kendall (Kennedy) Besitzer des „Club Athlétique Canadien“ verklagt, der behauptete die gesetzlichen Rechte am Namen der Canadiens zu besitzen. Sie erzielten eine Einigung und am 12. November 1910 erwarb Kendall das Team für $7.500.
Der Betrieb der NHA-Teams war teuer und die NHA war gezwungen, Gehälter zu kürzen und Obergrenzen einzuführen. O’Brien reduzierte seine Beteiligungen. Während er 1910 noch vier Teams in der NHA unterstützte, spielten in der Saison 1910/1911 nur noch die Creamery Kings. Die Anteile an den anderen Teams verkaufte er. Vor der Saison 1911 lösten sich auch die Millionäre auf und die Spieler verteilten sich auf andere Mannschaften. O’Brien führte nie wieder ein Team.

## Ehrungen
1962 wurde John Ambrose O’Brien als einer der Baumeister und Gründerväter des professionellen Eishockey in die Hockey Hall of Fame aufgenommen.
Als eine von sieben Persönlichkeiten, die sich um das Team besonders verdient gemacht hatten, wurde er als Begründer der Canadiens de Montréal im Dezember 2006 in die neu geschaffene Ehrengalerie in Centre Bell aufgenommen.